# Creuer de batalla

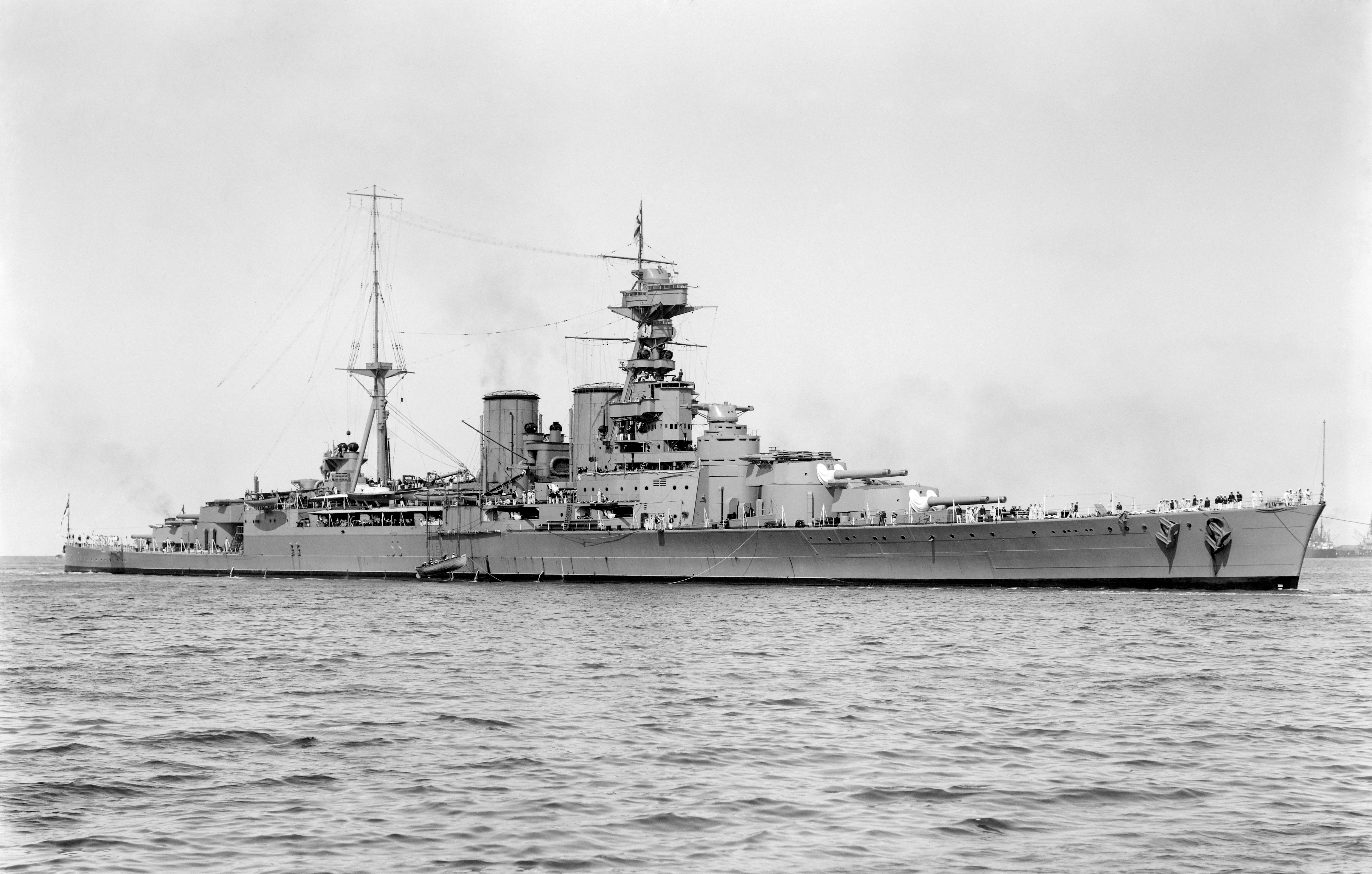
HMS Hood, el creuer de batalla més gran mai construït, a Austràlia el 17 de març de 1924.

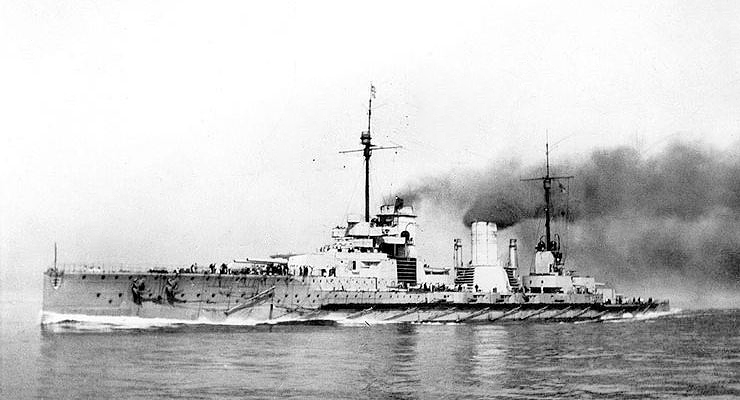
Creuer de batalla alemany SMS Seydlitz, finalitzat el 1912.

Un creuer de batalla és un vaixell de guerra en ús durant la primera meitat del segle XX com a evolució dels creuers de guerra anteriors, dotant-los de més capacitat de desplaçament i millor armament. Amb una eslora i cost similar al d'un cuirassat, sovint comptaven amb els mateixos canons, però tenien un blindatge menor a fi de ser més ràpids que els cuirassats. Es pot dir que eren un tipus de vaixell a mig camí dels cuirassats i dels creuers, en el sentit que aprofitaven característiques de tots dos tipus: un mida i un armament (i capacitat de foc) similars als cuirassats, i una velocitat i capacitat de maniobra similar als creuers (l'únic tret específic és que tenien blindatge, cosa que els diferenciava dels creuers, però aquest blindatge era menor en comparació amb el dels cuirassats).

## Característiques
Comptaven amb una mida i armament principal equivalent al dels cuirassats contemporanis però amb un blindatge menor i velocitat més elevades.